# Emma Larsson
Emma Maud Valborg Larsson, född 15 november 1998 i Skogstorp, är en svensk gymnast som tävlar i artistisk gymnastik. Hon deltog i olympiska sommarspelen 2016.